# Roger Lancien
Roger Lancien (* 11. Juli 1945 in Nizon (Bretagne)) ist ein ehemaliger französischer Radrennfahrer und nationaler Meister im Radsport.

## Sportliche Laufbahn
Als Amateur wurde er 1966 nationaler Meister im Straßenrennen vor Jean-Claude Maroilleau. 1967 wurde er Berufsfahrer im Radsportteam Peugeot. Nach der Saison 1966 beendete er seine Laufbahn, die ohne weitere Erfolge geblieben war.